# Астекское письмо
Астекское письмо — одна из месоамериканских письменностей, существовавшая в доколумбову эпоху в империи ацтеков, располагавшейся на территории современной Центральной Мексики. 
До конца 1980-х гг. широко была распространена точка зрения, что в отличие от письма майя, астекское письмо было менее развито и представляло собой набор логограмм — изображений с ограниченным числом фонетических элементов. А. Лакадена доказал, что письменность была основана на тех же принципах, что и письмо майя, и его точка зрения была принята большинством исследователей по мере прочтения памятников.

## История
Астекская письменность была заимствована, по-видимому, у других народов Центральной Мексики и особенно миштеков после покорения их ацтеками. Сведения относительно происхождения письменности достаточно скудны, поскольку ацтеки уничтожали все манускрипты покоренных народов, а испанские завоеватели, в свою очередь, сожгли большую часть литературы самих ацтеков — так называемых ацтекских кодексов. Это привело к тому, что астекская письменность известна в основном по испано-ацтекским билингвам, а также по надписям, сохранившимся на памятниках и стелах.
Существует небольшое число кодексов, созданных перед приходом испанцев в регионе Пуэбла и известных как стиль «миштека-пуэбла». Он достаточно сильно отличается от остальных ацтекских памятников и мог происходить из письма миштеков. Существует версия, что стиль «миштека-пуэбла» мог служить источником письменности ацтеков.
Существенный вклад в дешифровку ацтекской письменности (в частности, идентификация слогов, соответствующих знакам) внёс испанский мезоамериканист Альфонсо Лакадена (1964-2018).

## Принципы
По сравнению с иероглификой майя, письменность ацтеков была развита хуже и представляла собой рисованное изображение событий с элементами фонетической записи, применявшейся в личных именах и топонимах. Астекское письмо не было приспособлено для записи человеческой речи или длинных текстов, и в этом смысле не является полноценной письменностью.
Прочтение записей было достаточно затруднено и неоднозначно. Знаки могли иметь несколько значений (например, изображение холма могло соответствовать разным слогам — can и tepec), внутри топонима знаки зачастую записывались в произвольном порядке и т. д.
В то же время существовал определенный набор правил, который при знании языка и традиций письменности существенно облегчал интерпретацию написанного. Одним из преимуществ логографического письма являлось то, что оно могло быть понято людьми, не знавшими астекского языка, что упрощало его использование в разных регионах государства ацтеков.
Сфера применения письменности ограничивалась до исторических хроник, содержавших записи о военных походах, важных событиях и генеалогии правителей, а также записей астрономического, астрологического и мифологического характера. Надписи выполнялись в виде бумажных кодексов или вырезались в камне и затем раскрашивались.

### Цифры
Ацтеки использовали двадцатеричную систему счисления. Цифры записывались в виде рядов точек, а в более древних манускриптах — как комбинация точек и черт. Такая система была достаточной для записи дат календаря.
В позднейший период в связи с необходимостью записи данных о количестве дани, а также других больших чисел, были введены символы для обозначения чисел 20 (флаг), 400 (перо) и 8000 (мешок с благовониями). Для указания на то, что цифры относятся к одному числу, проводилась соединяющая их линия. Например, число 500 записывалось как перо и пять флагов (400 + 5 × 20 = 500).

### Календарные знаки
Ацтеки пользовались несколькими календарными системами, включая 365-дневный солнечный календарь, разбитый на 18 месяцев по 20 дней каждый и 5-дневного добавочного периода в конце каждого года («xiuhpohualli»). Однако в записях наиболее широко применялся общий для месоамериканских народов 260-дневный ритуальный календарь, известный ацтекам под названием «tonalpohualli».
Для записи дат этого календаря существовал набор календарных знаков — 20 знаков для дневного цикла, а также 13 цифровых коэффициентов.
Знаки дней
| Знак дня      | Значение |
| ------------- | -------- |
| Cipactli      | Крокодил |
| Ehecatl       | Ветер    |
| Calli         | Дом      |
| Cuetzpalin    | Ящерица  |
| Coatl         | Змея     |
| Miquiztli     | Смерть   |
| Mazatl        | Олень    |
| Tochtli       | Кролик   |
| Atl           | Вода     |
| Itzcuintli    | Собака   |
| Ozomahtli     | Обезьяна |
| Malinalli     | Трава    |
| Acatl         | Тростник |
| Ocelotl       | Ягуар    |
| Cuauhatli     | Орёл     |
| Cozcacuauhtli | Гриф     |
| Ollin         | Движение |
| Tecpatl       | Кремень  |
| Quiahuitl     | Дождь    |
| Xochitl       | Цветок   |

Дата состояла из комбинации знака дня и цифрового коэффициента. Первый день года записывался как «1 Cipactli», второй — как 2 Ehecatl и т. д. После того, как тринадцатидневный цикл заканчивался, следовал знак «1 Ocelotli», а после окончания цикла дней круг замыкался, и следующий день обозначался как «8 Cipactl».
Солнечный календарь редко использовался в манускриптах, и никогда — на стелах и памятниках.
Как и в других месоамериканских культурах, в империи ацтеков существовал 52-летний календарный цикл, являвшийся наложением 260-дневного и 365-дневного годовых циклов. Годы этого календарного цикла именовались по последнему дню последнего месяца 365-дневного календаря, приходившегося на этот год. На практике это приводило к использованию в названиях года только четырёх знаков 20-дневного цикла (Calli, Tochtli, Acatl, и Tecpatl). В названии года также использовались цифровые коэффициенты от 1 до 13. Для отличения знаков цикла от дней 260-дневного календаря, они записывались в квадратной рамке.

### Имена собственные
Ацтекские имена, как правило, состояли из сочетания слов на науатле и записывались группами логограмм, указывавших на корень имени. Однако иногда имена содержали фонетические элементы, служившие для однозначности прочтения или полностью фонетической записи имени.
Примеры:
| Имя         | Значение                                                | Запись |
| ----------- | ------------------------------------------------------- | --- |
| Chilapan    | chilli («перец чили») и apan («место воды»)             | Изображение перца чили в канале с водой. |
| Ocelotepec  | ocelotl («оцелот»)+ tepec («холм»)                      | Изображение холма, увенчанного головой оцелота. |
| Coatlan     | coatl + суффикс tlan («изобилующее змеями место»)       | Изображения змеи над зубами. Фонетический элемент: слово «зубы» (tlantli) омофонично с суффиксом «изобиловать» (tlan).                                                                                |
| Ahuacatlan  | ahuacatl + суффикс tlan, («место, изобилующее авокадо») | Изображение авокадо с зубами. Аналогично предыдущему. |
| Mapachtepec | mapach + tepec («рядом с холмом енотов»)                | Изображение холма и руки, держащей пучок моха. Фонетический элемент: слово «енот» (mapach) записывается как ребус — «рука» (maitl) и «мох» (pachtli) после прочтения первых слогов дают слово mapach. |
| Miacatla    | mitl + aca + tla(n) («место, где много стрел»)          | Изображение стрелы и изображение тростника. Фонетический элемент: «тростник» (acatl) — омофон элемента acatla.                                                                                        |
| Pantepec    | pan + tepec («над холмом»)                              | Изображение холма и флага. Фонетический элемент: первый слог слова «флаг» (pantli) совпадает со словом «над» (pan).                                                                                   |

### Другие знаки
Исторические и другие события записывались путём рисунка. Например, ацтекские воины изображались вместе с пленными, для обозначения названий захваченных городов перед его названием изображался знак «захвачен», представлявший собой пирамиду с опрокидывающейся вершиной, охваченную дымом и пламенем. Социальное положение людей указывалось различием в одежде.

### Ацтекская группа
- Бернардино де Саагун, Куприенко С. А. Общая история о делах Новой Испании. Книги X—XI: Познания астеков в медицине и ботанике / Ред. и пер. С. А. Куприенко. — Киев: Видавець Купрієнко С. А., 2013. — 218 с. — (Месоамерика. Источники. История. Человек). — ISBN 978-617-7085-07-1.
- Анонимные авторы. Кодекс Мальябекки / Ред. и пер. В. Н. Талаха, С. А. Куприенко. — Киев: Видавець Купрієнко С. А., 2013. — 202 с. — ISBN 978-617-7085-04-0.
- Анонимный автор. Кодекс Мендоса / Ред. и пер. С. А. Куприенко, В. Н. Талах.. — Киев: Видавець Купрієнко С. А., 2013. — 308 с. — ISBN 978-617-7085-05-7.
- Пресвитер Хуан; Антонио Перес; фрай Педро де лос Риос (глоссы). Мексиканская рукопись 385 «Кодекс Теллериано-Ременсис» (с дополнениями из Кодекса Риос) / Ред. и пер. С. А. Куприенко, В. Н. Талах.. — Киев: Видавець Купрієнко С. А., 2013. — 317 с. — ISBN 978-617-7085-06-4.
- Талах В. Н., Куприенко С. А. Америка первоначальная. Источники по истории майя, науа (астеков) и инков / Ред. В. Н. Талах, С. А. Куприенко.. — Киев: Видавець Купрієнко С. А., 2013. — 370 с. — ISBN 978-617-7085-00-2.